# Kim Hjon-u
Kim Hjon-u (* 6. listopadu 1988 Wondžu) je jihokorejský zápasník – klasik, olympijský vítěz z roku 2012.

## Sportovní kariéra
Zápasení se věnoval od 9 let v rodném Wondžu. Na řecko-římský styl se specializoval od 14 let na střední škole v Čchunčchonu. Je zaměstnancem pojišťovny Samsung Life, jejíž sportovní tým reprezentuje. Jeho osobním trenérem je Kim In-sop. V jihokorejské mužské reprezentaci se prosazoval od roku 2010 ve váze do 66 kg. V roce 2012 startoval na olympijských hrách v Londýně. V semifinále porazil 2:1 na sety obhájce zlaté olympijské medaile Francouze Steeva Guénota a postoupil do finále proti Maďaru Tamási Lőrinczovi. Vyrovnané finále vyhrál 2:0 na sety a získal zlatou olympijskou medaili.
Od roku 2014 startoval ve vyšší velterové váze do 75 (74) kg. V roce 2016 se kvalifikoval na olympijské hry v Riu. V úvodním kole nastoupil proti Romanu Vlasovovi z Ruska. Pro korejská a bulvární média kontroverzní zápas plný emocí začal aktivně a v polovině druhé minuty se ujal záručákem vedení 2:0 na body. V polovině zápas ho však za pasivitu rozhodčí poslal do parteru čehož Vlasov využil a dvěma chvaty podbřišákem (2 body) a klavidem (4 body) zápas otočil na 2:6. Půl minuty do konce poslal rozhodčí pasivního Rusa do parteru, čehož využil a pár sekund před koncem zápasu kladivem snížil na 5:6. Korejská strana se dožadovala vyššího bodového hodnocení za provedený chvat, ale jury protest zamítla. Vlasov ho však svým postupem do finále vytáhl do oprav, ve kterých uspěl, v boji o třetí místo porazil Chorvata Božo Starčeviće 6:4 na technické body a získal bronzovou olympijskou medaili.

## Výsledky
| Olympijské hry    |    |    | — |   |     |    | 1. |    |    |     | 3. |     |    |  |  |  |  |  |  |  |  |  |  |
| Mistrovství světa | —  | —  |   | — | úč. | 3. |    | 1. | —  | úč. |    | úč. | 3. |  |  |  |  |  |  |  |  |  |  |
| Asijské hry       | —  |    |   |   | úč. |    |    |    | 1. |     |    |     | 3. |  |  |  |  |  |  |  |  |  |  |
| Mistrovství Asie  | —  | —  | — | — | 1.  | —  | —  | 1. | 1. | 1.  | —  | —   | —  |  |  |  |  |  |  |  |  |  |  |
| MS juniorů        | 2. | 3. | — |   |     |    |    |    |    |     |    |     |    |  |  |  |  |  |  |  |  |  |  |